# Wehretal
Wehretal è un comune tedesco di 4 999 abitanti situato nel land dell'Assia.